# Liste von Kirchengebäuden in Potsdam
Die Liste von Kirchengebäuden in Potsdam fasst die vorhandenen Kirchen in der brandenburgischen Landeshauptstadt Potsdam tabellarisch zusammen und gibt Hinweise auf ehemalige bzw. Vorgängerbauwerke und deren Lage in der Stadt.

## Liste
| Name der Kirche                         | Konf.            | Baujahr                                                                                   | Architekt/en | Lage in der Stadt | Bild           | Koordinaten                  |
| --------------------------------------- | ---------------- | ----------------------------------------------------------------------------------------- | --- | --- | -------------- | ---------------------------- |
| Alexander-Newski-Gedächtniskirche       | Russ.-Orth.      | 1828/1829                                                                                 | Wassili Petrowitsch Stassow und Karl Friedrich Schinkel | Die russisch-orthodoxe Alexander-Newski-Gedächtniskirche befindet sich in der Nauener Vorstadt von Potsdam, auf dem Kapellenberg, nahe dem Belvedere auf dem Pfingstberg. | weitere Bilder | 52° 24′ 55″ N, 13° 3′ 27″ O  |
| Anstaltskirche                          | ev.              | 1913/1915                                                                                 | Theodor Goecke | Der kreuzförmige Zentralbau stand auf dem Gelände der Brandenburgischen Provinzialanstalt für Epileptische, später Brandenburgische Landesanstalt, an der heutigen Heinrich-Mann-Allee. Das Gebäude war die einzige Potsdamer Kirche, die im Jugendstil errichtet worden war. Ab 1938 wurde die Heil- und Pflegeanstalt aufgelöst und das Areal umgenutzt. Das Gotteshaus pachtete von 1948 bis 1962 die Auferstehungsgemeinde, die ihr Gemeindehaus am Brauhausberg 1945 durch Brandstiftung verloren hatte. Nach 1962 blieb die Kirche ungenutzt. 1985 erfolgte der Abriss des baufälligen Gebäudes. Die 1915 von Alexander Schuke erbaute Orgel war verfallen. Die vom Bochumer Verein gegossene Glocke (ø 125 cm) kam auf den Alten Friedhof. |                | 52° 22′ 47″ N, 13° 4′ 51″ O  |
| Baptistenkirche                         | freikirchl.      | Umbau 1956/60                                                                             | | Die im Krieg zerstörte Kirche des Militärwaisenhauses an der Schopenhauerstraße 8 wurde zum Gemeindezentrum umgebaut. Die Einweihung erfolgte im März 1960. | weitere Bilder | 52° 23′ 53″ N, 13° 2′ 56″ O  |
| Bethlehemkirche                         | ev.              | 1898/1899                                                                                 | Ludwig von Tiedemann | Die ehemalige neugotische Bethlehemkirche (auch „Bethlehem-Kirche“) befand sich auf dem Neuendorfer Anger im Stadtteil Babelsberg, nahe der früher errichteten Neuendorfer Kirche. | weitere Bilder | 52° 23′ 19″ N, 13° 5′ 17″ O  |
| Bornstedter Kirche Dorfkirche Bornstedt | ev.              | 1855/1856                                                                                 | August Stüler, Bauausführung: Johann Heinrich Haeberlin | Die Kirche befindet sich an der Ribbeckstraße im Ortsteil Bornstedt. 1881/82 erhielt die Kirche durch die Umbauten von Reinhold Persius ihre heutige Form. | weitere Bilder | 52° 24′ 33″ N, 13° 1′ 46″ O  |
| Christuskirche                          | ev.-luth. (SELK) | 1902/1903                                                                                 | Familie Grabkowsky, Innenmalerei von Hänisch (Berlin), | Neugotischer Bau in der Behlertstraße. | weitere Bilder | 52° 24′ 24″ N, 13° 3′ 49″ O  |
| Dorfkirche Bornim                       | ev.              | 1902/1903                                                                                 | Ludwig von Thiedemann, Bauausführung: Arthur Kickton | Neogotischer Saalbau im ehemaligen Straßendorf Bornim mit 55 Meter hohem Turm. | weitere Bilder | 52° 25′ 26″ N, 13° 0′ 1″ O   |
| Dorfkirche Drewitz                      | ev.              | 1732                                                                                      | unbekannt | Im Auftrag des Königs Friedrich Wilhelm I. entstand ein quadratischer Bau aus Fachwerk mit steilem Zeltdach und Dachreiter, der nach Reparatur- und kleineren Umbauarbeiten von 1892 sein heutiges Aussehen erhielt. |                | 52° 21′ 50″ N, 13° 7′ 34″ O  |
| Dorfkirche Eiche                        | ev.              | 1770/1771                                                                                 | Georg Christian Unger, Emil Gette | Kreisrunder Kuppelbau mit Turm in Sichtweite des Neuen Palais. | weitere Bilder | 52° 24′ 17″ N, 12° 59′ 35″ O |
| Dorfkirche Groß Glienicke               | ev.              | 14. Jahrhundert, 1679/1684                                                                | unbekannt | Die wahrscheinlich aus dem 14. Jahrhundert stammende Groß Glienicker Dorfkirche steht an der Dorfstraße 11 im Ortsteil. | weitere Bilder | 52° 28′ 8″ N, 13° 6′ 28″ O   |
| Dorfkirche Fahrland                     | ev.              | 13. Jh., 1709, Turm von 1740/1774                                                         | unbekannt | Die Dorfkirche Fahrland befindet sich in der Ketziner Str. im Potsdamer Ortsteil Fahrland. | weitere Bilder | 52° 28′ 3″ N, 13° 0′ 52″ O   |
| Dorfkirche Golm                         | ev.              | 1289 gegründet und 1718 erneuert                                                          | unbekannt | Der schlichte barocke Bau wird seit Errichtung der benachbarten Kaiser-Friedrich-Kirche als Friedhofskapelle genutzt. | weitere Bilder | 52° 24′ 28″ N, 12° 57′ 46″ O |
| Dorfkirche Grube                        | ev.              | vor 1776                                                                                  | unbekannt | Der rechteckige Saalbau aus verputztem Backstein befindet sich in der Neuen Dorfstraße in Grube. | weitere Bilder | 52° 25′ 56″ N, 12° 57′ 11″ O |
| Dorfkirche Kartzow                      | ev.              | 1866                                                                                      | Theodor Prüfer | Neogotischer Back- und Feldsteinbau in der Dorfstraße in Potsdam-Kartzow, erbaut auf den Fundamenten einer Vorgängerkirche aus dem 13. Jahrhundert. | weitere Bilder | 52° 29′ 31″ N, 12° 58′ 38″ O |
| Dorfkirche Marquardt                    | ev.              | 1901                                                                                      | Paul Stegmüller | Die Dorfkirche in neugotischen Formen steht am Rande des Schlossparks in Marquardt. | weitere Bilder | 52° 27′ 25″ N, 12° 57′ 55″ O |
| Dorfkirche Nattwerder                   | ev.              | um 1690                                                                                   | unbekannt | Die einfache barocke Kirche entstand für die Schweizer Kolonistensiedlung Nattwerder am westlichen Stadtrand von Potsdam. | weitere Bilder | 52° 25′ 29″ N, 12° 56′ 21″ O |
| Dorfkirche Paaren                       | ev.              | 1770                                                                                      | unbekannt | Der schlichte rechteckige Putzbau mit Satteldach befindet sich in der Paarener Dorfstraße in Potsdam-Paaren | weitere Bilder | 52° 29′ 13″ N, 12° 56′ 8″ O  |
| Dorfkirche Satzkorn                     | ev.              | 13. Jh./1669/1873/1908                                                                    | unbekannt | Ursprünglich Feldsteinkirche, mehrfach umgebaut und verändert. | weitere Bilder | 52° 28′ 31″ N, 12° 59′ 21″ O |
| Dorfkirche Uetz                         | ev.              | 1870                                                                                      | unbekannt | Die neogotische Kirche wurde erbaut unter Verwendung vorhandener mittelalterlicher Bauwerksreste. | weitere Bilder | 52° 28′ 8″ N, 12° 56′ 27″ O  |
| Erlöserkirche                           | ev.              | 1896/1898                                                                                 | Gotthilf Ludwig Möckel | Der neugotische Bau mit 74 Meter hohem Turm befindet sich in der Brandenburger Vorstadt in der Nansenstraße. | weitere Bilder | 52° 23′ 45″ N, 13° 2′ 10″ O  |
| Französische Kirche                     | ev.-ref.         | 1752/1753                                                                                 | Jan Bouman, Georg Wenzeslaus von Knobelsdorff, Umbauten des Innenraumes ab 1833 durch Karl Friedrich Schinkel                                                                | Die Kirche befindet sich in der Innenstadt, an der Ostseite des Bassinplatzes. | weitere Bilder | 52° 24′ 2″ N, 13° 3′ 46″ O   |
| Friedenskirche                          | ev.              | 1845/1850                                                                                 | Ludwig Persius nach Entwürfen von König Friedrich Wilhelm IV., nach dem Tode von Persius gemeinsame Bauleitung Ferdinand von Arnim, Ludwig Ferdinand Hesse und August Stüler | Die frühchristlichen Kirchen nachempfundene Friedenskirche befindet sich im Park Sanssouci. | weitere Bilder | 52° 24′ 3″ N, 13° 2′ 36″ O   |
| Friedrichskirche                        | ev.              | 1752/1753                                                                                 | Jan Boumann | In der ehemaligen Neuendorfer Feldmark, nach der Anlage einer Kolonie für böhmische Exulanten entstanden. Heute Weberplatz im Potsdamer Stadtteil Babelsberg. | weitere Bilder | 52° 23′ 39″ N, 13° 5′ 44″ O  |
| Garnisonkirche                          | ev.              | 1730/1735                                                                                 | Philipp Gerlach | Die Hof- und Garnisonkirche zum Heiligen Kreuz in Potsdam gehörte und diente der ersten (Union 1817) und ältesten preußischen unierten Gemeinde innerhalb der Evangelischen Kirche der altpreußischen Union. Die Garnisonkirche befand sich in der Innenstadt von Potsdam, in der Breiten Straße. Sie wurde auf Befehl von König Friedrich Wilhelm I. errichtet, 1945 zerstört, die Ruine 1968 beseitigt. Der Wiederaufbau des Turms hat 2017 begonnen. | weitere Bilder | 52° 23′ 45″ N, 13° 3′ 13″ O  |
| Gemeindehaus Babelsberg-Bergstücken     | ev.              | 1975                                                                                      | Willnow | Das Gebäude befindet sich in der Mendelssohn-Bartholdy-Straße. |                | 52° 22′ 57″ N, 13° 7′ 52″ O  |
| Heilandskirche am Port von Sacrow       | ev.              | 1844                                                                                      | Ludwig Persius nach Entwürfen von König Friedrich Wilhelm IV. | Die Heilandskirche befindet sich am Havelufer im Ortsteil Sacrow. | weitere Bilder | 52° 25′ 29″ N, 13° 5′ 47″ O  |
| Heilig-Geist-Kirche                     | ev.              | 1722/1726                                                                                 | Pierre de Gayette, Johann Friedrich Grael | Die Heilig-Geist-Kirche, in der Literatur auch Heiligengeistkirche genannt, befand sich in der östlichen Innenstadt von Potsdam. Der Glockenturm der 1945 zerstörten und später beseitigten Kirche entstand nach Fertigstellung des Kirchenschiffs nach einem Entwurf Graels von 1725/28, wie auf einem zeitgenössischen Turmaufriss vermerkt. | weitere Bilder | 52° 23′ 49″ N, 13° 4′ 13″ O  |
| Kaiser-Friedrich-Kirche                 | ev.              | 1883/86                                                                                   | Emil Gette, Max Spitta | Die neugotische Backsteinkirche befindet sich in der Geiselbergstraße im heutigen Ortsteil Golm und ersetzte die ehemalige Dorfkirche, welche als Friedhofskapelle weitergenutzt wurde. | weitere Bilder | 52° 24′ 28″ N, 12° 57′ 44″ O |
| Kapelle Klein Glienicke                 | ev.              | 1880/1881                                                                                 | Reinhold Persius | Die Kapelle Klein Glienicke im heutigen Potsdamer Stadtteil Klein Glienicke wurde als eine mit Holz ausgekleidete Kapelle in neugotischem Stil errichtet. | weitere Bilder | 52° 24′ 41″ N, 13° 5′ 58″ O  |
| Katholische Antoniuskapelle             | kath.            | 1906                                                                                      | unbekannt | Die ehemalige, dem heiligen Antonius von Padua geweihte katholische Kapelle im Potsdamer Stadtteil Babelsberg befindet sich in der Plantagenstraße. Seit dem Bau der St.-Antonius-Kirche auf dem gleichen Grundstück wird sie als Pfarrsaal genutzt. |                | 52° 23′ 45″ N, 13° 6′ 3″ O   |
| Kirche der Hoffbauerstiftung            | ev.              | 1910/1911                                                                                 | Baufirma Adolf und Hermann Bolle nach eigenen Plänen | Die neugotische Kirche, auch Inselkirche Hermannswerder genannt, befindet sich auf dem Gelände der Hoffbauerstiftung auf Hermannswerder. | weitere Bilder | 52° 23′ 45″ N, 13° 2′ 2″ O   |
| Martin-Luther-Kapelle                   | ev.              | 1934 aus älterem Bau                                                                      | Winfried Wendland | Der kleine hölzerne Kirchenbau mit Walmdach und einem kleinen Dachreiter liegt im Potsdamer Stadtteil Siedlung Eigenheim. | weitere Bilder | 52° 22′ 20″ N, 13° 5′ 17″ O  |
| Neuendorfer Kirche                      | ev.              | 1850/1853                                                                                 | Ludwig Ferdinand Hesse, Christian Heinrich Ziller, August Stüler nach Entwürfen von König Friedrich Wilhelm IV.                                                              | Die Neuendorfer Kirche befindet sich auf dem Neuendorfer Anger, im ältesten Ortsteil von Babelsberg, dem ehemaligen Neuendorf. | weitere Bilder | 52° 23′ 18″ N, 13° 5′ 16″ O  |
| Oberlinkirche                           | ev.              | 1904/1905                                                                                 | Ludwig von Tiedemann, Ausführung: Erich Riemasch | Die Kirche befindet sich auf dem Gelände des Oberlinhauses im Potsdamer Stadtteil Babelsberg an der Rudolf-Breitscheid-Straße. | weitere Bilder | 52° 23′ 36″ N, 13° 5′ 19″ O  |
| Pfingstkirche                           | ev.              | 1891/1894                                                                                 | Ludwig von Tiedemann | Im Stadtteil Nauener Vorstadt befindet sich in der Großen Weinmeisterstraße die Pfingstkirche. | weitere Bilder | 52° 24′ 55″ N, 13° 3′ 44″ O  |
| Sankt-Antonius-Kirche                   | kath.            | 1933/1934                                                                                 | Wilhelm Fahlbusch | St. Antonius befindet sich im Potsdamer Stadtteil Babelsberg, zwischen der Plantagen- und der Turnstraße. | weitere Bilder | 52° 23′ 45″ N, 13° 6′ 4″ O   |
| St. Nikolai                             | ev.              | 1828–1850                                                                                 | Karl Friedrich Schinkel, Ludwig Persius, August Stüler | Die Nikolaikirche befindet sich auf dem Alten Markt in der Innenstadt von Potsdam. Der heutige klassizistische Bau mit großer weithin sichtbarer Kuppel wurde im 19. Jahrhundert errichtet. | weitere Bilder | 52° 23′ 47″ N, 13° 3′ 39″ O  |
| Sankt-Peter-und-Paul-Kirche             | kath.            | 1867/1870                                                                                 | August Stüler, Wilhelm Salzenberg, Bauausführung: Albert Badstübner | St. Peter und Paul befindet sich auf dem Bassinplatz in der Innenstadt von Potsdam. Der Bauplatz wurde von König Wilhelm I. ausgewählt. | weitere Bilder | 52° 24′ 4″ N, 13° 3′ 35″ O   |
| Schlosskapelle (ehemalige)              | ev.              | 1320 erstmals erwähnt, diverse Umbauten bis 1750, entwidmet und zu Wohnzwecken verändert. | Michael Mathias Smids, Johann Arnold Nering | Die Schlosskapelle befand sich angegliedert an die Vorgängerbauten des Stadtschlosses, an das sogenannte Alte Haus. |                | 52° 23′ 44″ N, 13° 3′ 41″ O  |
| Sternkirche                             | ev.              | 1987/1990                                                                                 | Horst Göbel | Die Kirche befindet sich Am Stern, einer Großsiedlung im Osten von Potsdam, in der Straße Im Schäferfeld 1. | weitere Bilder | 52° 22′ 34″ N, 13° 7′ 37″ O  |
| Versöhnungskirche                       | ev.              | 1997                                                                                      | Augusto Romano Burelli | Die Versöhnungskirche befindet sich in der Anni-von-Gottberg-Straße 14 im Wohngebiet Kirchsteigfeld. Die Versöhnungskirche auf dem Kirchsteigfeld in Potsdam, Mittelmark, Brandenburg, gehört und dient einer lutherischen Gemeinde der unierten Evangelischen Kirche Berlin-Brandenburg-Schlesische Oberlausitz sowie einer Gemeinde der Evangelisch-Methodistischen Kirche. |                | 52° 21′ 42″ N, 13° 8′ 7″ O   |